# Tính trạng

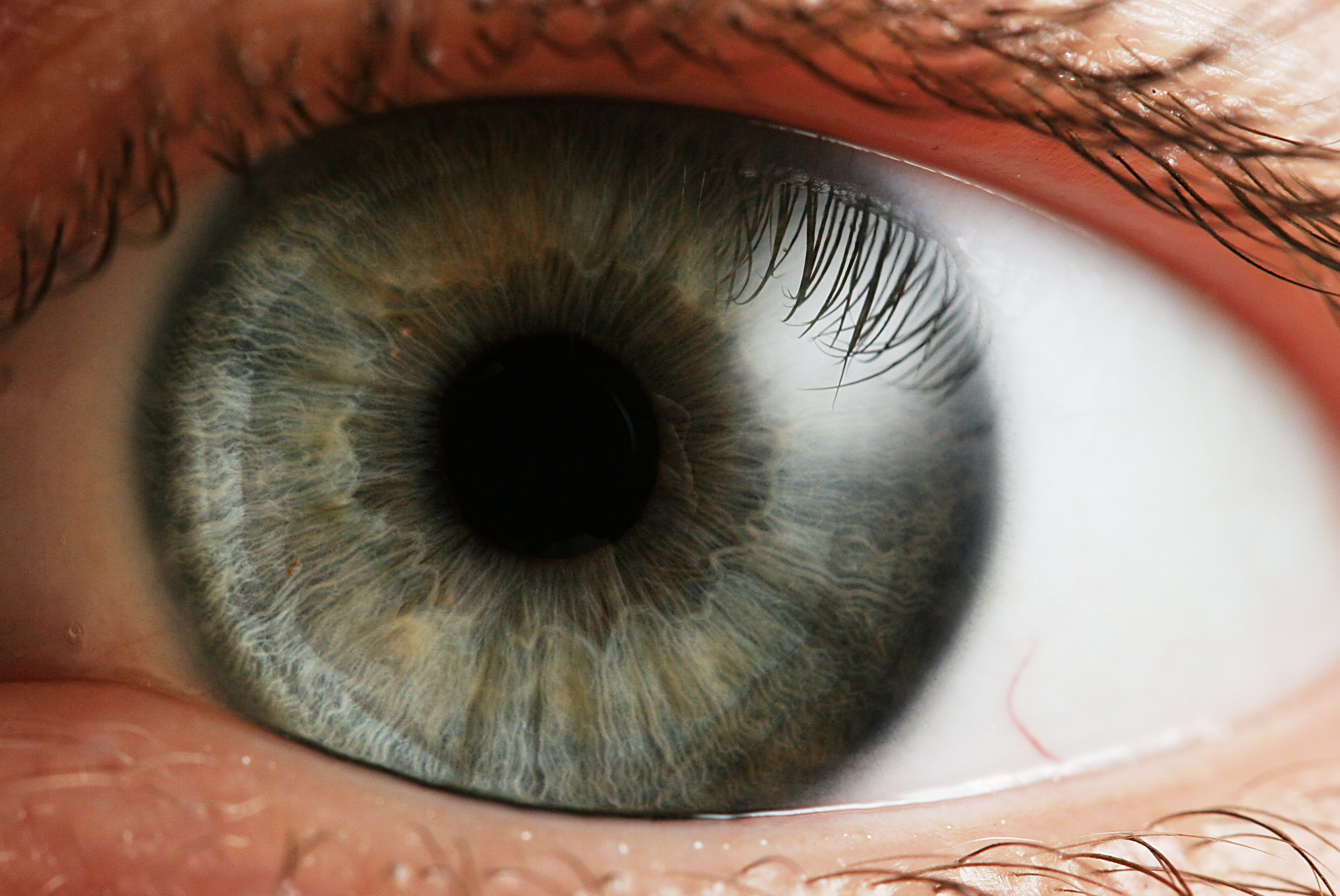
Tính trạng mắt người xanh.

Tính trạng kiểu hình, hay tính trạng (Trait, character) là một biến thể đặc trưng về kiểu hình của một sinh vật có thể do di truyền, do môi trường hoặc là sự kết hợp của cả hai yếu tố trên.
Ví dụ, màu mắt là một đặc trưng, màu mắt xanh, nâu hay hạt dẻ là các tính trạng.

## Các loại tính trạng

### Tính trạng số lượng
Tính trạng số lượng (Quantitative trait, Quantitative character, metric character) là tính trạng có thể tính toán được, do nhiều gen quy định, có biến dị liên tục; chủ yếu thể hiện ở năng suất, sản lượng của cây trồng, vật nuôi..
Ví dụ: sản lượng thóc, lúa; năng suất trứng của gà; tỷ lệ thịt xẻ của lợn; sản lượng sữa của bò...

### Tính trạng chất lượng
Tính trạng chất lượng (Qualitative trait, Qualitative character) là tính trạng do đơn gen quy định, có biến dị đứt quãng và không tính toán được bằng con số; chủ yếu thể hiện tính chất về màu sắc, hương vị, âm thanh, có hoặc không có của sinh vật..
Ví dụ: màu mắt, màu lông, tính có sừng hoặc không sừng ở bò...

### Tính trạng trội
Tính trạng trội (tính lấn, tính át; Dominance) là tính trạng biểu hiện rõ rệt, lấn át các tính trạng khác cùng loại trong một tổ hợp di truyền dị hợp tử; được thể hiện chủ yếu ở thế hệ F1..

### Tính trạng lặn
Tính trạng lặn (tính ẩn, recessiveness) là tính trạng không thể hiện được vì bị các tính trạng khác cùng loại (cùng cặp alen đối xứng) lấn át trong một tổ hợp di truyền dị hợp tử; tính lặn chưa được thể hiện ở thế hệ F1 mà chỉ xuất hiện được ở thế hệ F2.

### Tính siêu trội
Tính siêu trội (tính siêu lấn, tính siêu át, overdominance) là tính trạng của cá thể sau được thể hiện cao hơn hẳn (át hẳn) các tính trạng tương ứng của thế hệ trước (các nguyên liệu gốc). Hiện tượng này còn gọi là ưu thế lai, được thể hiện ở các cá thể lai khác dòng, khác giống... và mức độ cao nhất là lai xa (ngan lai với vịt tạo con lai ngan vịt; ngựa lai với lừa tạo con la...).

## Một số khái niệm liên quan

### Kiểu gen
Kiểu gen, còn gọi là kiểu di truyền (genotype) là bản chất di truyền của tính trạng do tổ hợp gen tạo nên, thể hiện ra bên ngoài thông qua kiểu hình.

### Kiểu hình
Kiểu hình, còn gọi là kiểu biểu hiện (phenotype) là những biểu hiện ra ngoài của một hay nhiều tính trạng của cá thể trong một giai đoạn phát triển nhất đinh. Kiểu hình là kết quả của mối tương tác giữa kiểu gen và môi trường.